# Pholidoptera tartara
Pholidoptera tartara är en insektsart som först beskrevs av Henri Saussure 1874.  Pholidoptera tartara ingår i släktet Pholidoptera och familjen vårtbitare. Inga underarter finns listade i Catalogue of Life.